# Tobing
Tobing is een bestuurslaag in het regentschap Padang Lawas van de provincie Noord-Sumatra, Indonesië. Tobing telt 210 inwoners (volkstelling 2010).